# ISATAP
ISATAP (Intra-Site Automatic Tunnel Addressing Protocol) — протокол автоматической внутрисайтовой адресации туннелей. Он позволяет передавать между сетями IPv6 пакеты через сети IPv4.

## Принцип работы
Существуют сети IPv6. У каждой из них есть маршрутизатор с внешним адресом IPv4, например: 92.1.1.1 и 92.1.1.2.
Каждый хост, присоединённый к этим маршрутизаторам, имеет адрес IPv6, составленный по следующему алгоритму: уникальный адрес + фрагмент адреса, показывающий, что это ISATAP + адрес IPv4-маршрутизатора. Для примера, у маршрутизатора 92.1.1.1 будет хост fe80:1:2:20:200:5efe:5С01:1:1:1 (назовем его хост1), а у маршрутизатора 92.1.1.2 - хост fe80:2:3:30:200:0:5efe:5С01:1:1:2 (хост 2).
Когда хост 1 отправляет хосту 2 сообщение, то оно инкапсулируется в IPv4-пакет. В качестве адреса назначения для передачи пакета через сеть IPv4 из адреса назначения IPv6 извлекается адрес IPv4 и подставляется в пакет, который мы собираемся отправить.
По этому адресу IPv4-пакет доходит до маршрутизатора-получателя (в примере - 92.1.1.2).
Маршрутизатор декапсулирует пакет и находит внутри пакет IPv6. Рассматривает адрес назначения пакета IPv6 и отправляет его конечному получателю, который к нему подключен. Таким образом пакет попадает по назначению.